# Pasohlávky
Pasohlávky település Csehországban, a Brno-vidéki járásban. Pasohlávky Pohořelice, Dolní Dunajovice, Vlasatice, Ivaň, Horní Věstonice, Drnholec, Dolní Věstonice, Brod nad Dyjí és Pouzdřany településekkel határos. Lakosainak száma 775 fő (2024. január 1.).

## Népesség
A település lakosságának változását az alábbi diagram mutatja:
| Lakosok száma | 1354 | 1624 | 1762 | 982  | 595  | 694  | 731  | 719  | 687  | 775  |
|               | 1869 | 1900 | 1921 | 1961 | 1980 | 2011 | 2016 | 2019 | 2021 | 2024 |